# Jan Chrzanowski (1876–1964)
Jan Chrzanowski, pseud. Hubert, Jan II, Krótki (ur. 10 października 1876 w Latowiczu, zm. 26 września 1964 w Podkowie Leśnej) – działacz niepodległościowy i socjalistyczny, od 1900 członek PPS w Warszawie. 

## Życiorys
Urodził się 10 października 1876 w Latowiczu, w rodzinie Adama i Ewy z Bąkowskich. Za działalność w PPS (od 1906 w PPS - Frakcji Rewolucyjnej) został w 1909 aresztowany przez carską „Ochranę”. Skazany na 9 lat katorgi. W 1917 wrócił do kraju. Po wojnie osiadł w Grodzisku Mazowieckim i odstąpił od ruchu socjalistycznego. Był właścicielem zakładu garbarskiego Natalin, pełnił funkcję prezesa Związku Rzemieślników Chrześcijan na powiat Błonie oraz prezesa Klubu Sportowego „Pogoń” w Grodzisku Mazowieckim. W 1928 wstąpił do BBWR, był wiceprezesem BBWR w Grodzisku oraz wiceburmistrzem miasta, a także radnym powiatowym w Błoniu.
Brał udział w konspiracji antyhitlerowskiej, kolportował pisma podziemne, ukrywał w swoim domu działaczy. Po wojnie nie udzielał się w życiu politycznym.

## Ordery i odznaczenia
- Krzyż Niepodległości – 19 grudnia 1930 „za pracę w dziele odzyskania niepodległości”[3][2]